# .bit
.bit [ˈdɔtbit] ist eine Pseudo-Top-Level-Domain des Namecoin-Projektes. Sie unterliegt nicht dem ICANN-Namensraum und ist somit kein Bestandteil des gewöhnlichen Domain Name Systems.
Die Bezeichnung .bit wurde auf Grund der technischen Nähe zur peer-to-peer Währung Bitcoin gewählt, wobei aber eine andere Blockchain verwendet wird. Jeder Nutzer muss eine vollständige, regelmäßig aktualisierte Liste aller registrierten URLs vorhalten. Es ist keine zentrale Instanz notwendig, Zensur ist somit ausgeschlossen.
Zur Auflösung der .bit-Adressen werden ein Browserplugin oder ein lokaler Namecoin-DNS-Server benötigt. Auch die Verwendung eines Online-Proxys ist möglich. Im Sommer 2019 stellte das OpenNIC-Projekt die Auflösung der .bit-Adressen ein, vornehmlich mit der Begründung, der .bit-Namensraum würde für illegale Inhalte wie Kinderpornografie verwendet. Ein Namecoin-Entwickler hatte zuvor auch bemängelt, dass die Namensauflösung durch einen zentralisierten Serverdienst den Prinzipien des Namecoin-Projektes zuwiderlaufen würde. Für diese Stoßrichtung wird er aus Kreisen der Community kritisiert.
Im Jahr 2014 waren etwa 130.000 .bit-Adressen registriert, wovon jedoch nur ein verschwindend kleiner Bruchteil tatsächlich Inhalte bereitstellte.